# هالة بنت عوف
هالة بنت عوف الزهرية القرشية، صحابية جليلة من المهاجرات، هي زوجة الصحابي بلال بن رباح، وشقيقة الصحابي عبد الرحمن بن عوف الزهري القرشي. روى الدَّارَقُطْنِيُّ «من طريق حنظلة بن أبي سفيان الجُمَحي، عن أمه، قالت: رأيْتُ أخْتَ عبد الرحمن بن عوف تحت بلال». ثم تزوجت من سعيد بن قيس الهمداني.